# 三森由佳
三森 由佳（みつもり ゆか、1972年1月8日 - ）は、日本の競歩の選手である。
1996年アトランタオリンピックで女子10キロメートル競歩に出場した。1990年代に日本陸上競技選手権大会女子20キロメートル競歩（1998年まではで10キロメートル）で通算6回優勝している。

## 参照資料
1. ↑  “Yuka Mitsumori Olympic Results”.  Sports Reference LLC. 2020年4月17日時点のオリジナルよりアーカイブ。2017年12月3日閲覧。